# Bumbuli
Bumbuli è una circoscrizione rurale (rural ward) della Tanzania situata nel distretto omonimo, regione di Tanga. Conta una popolazione di 9 917 abitanti (censimento 2022)..